# برانديس
برنديس ألمانيا (بالألمانية: Brandis, Germany) هي بلدة ألمانية تقع في ألمانيا في ساكسونيا.  يقدر عدد سكانها بـ 9,738 نسمة. وتبعد مسافة 16 كم شرقي مدينة لايبزيغ.

## المدن التوأمة
مدن Hohenhameln و Freudental هي مدن توأمة لـبرنديس ألمانيا.

## أعلام
- أندرياس رويتر